# Памятник Тарасу Шевченко (Донецк)
Памятник Тарасу Шевченко — находится в Ворошиловском районе Донецка, на пересечении бульвара Шевченко и улицы Артёма.
Создан в честь 300-летия Переяславской Рады и изображает Тараса Григорьевича Шевченко — украинского поэта и художника, основоположника современного литературного украинского языка.
Памятник был изготовлен согласно постановлению Совета министров УССР от 25 декабря 1953 года и установлен 8 сентября 1955 года. До установки в 1967 году памятника Ленину на площади Ленина считался главным памятником Донецка.
Памятник представляет собой фигуру поэта в полный рост, выполненную из бронзы. Скульптура стоит на круглом постаменте из красного полированного гранита. На постаменте размещается фриз, с изображениями героев произведений Тараса Шевченко. По центру фриза изображен сам Шевченко, который читает свои стихи Николаю Гавриловичу Чернышевскому и Николаю Александровичу Добролюбову.
Авторы памятника — скульпторы Макар Кондратьевич Вронский, Алексей Прокофьевич Олейник и архитектор Виктор Алексеевич Шарапенко.
Скульптура была изготовлена в Киеве и оттуда привезена в Донецк.
Памятник создан в традициях советского монументального искусства 1950-х годов и похож на памятник Тарасу Шевченко в Харькове.
Памятник является композиционным центром площади, образованной зданием донецкой областной библиотекой имени Н. К. Крупской, зданием донецкой облгосадминистрации и жилой застройкой. Памятник имеет градоформирующее значение — он начинает широтную ось города — бульвар Шевченко.
Памятник Шевченко в Донецке изображен на почтовых конвертах СССР 1964, 1977, 1980 и 1982 годов.